# Málna
A málna (Rubus idaeus),  a Dunántúl egyes részein elterjedt népies magyar neve a „Boldogasszony csipkéje” és a himpér, a német Himbeere (szarvastehénbogyó) szó alapján. Magyarországon őshonos, föld alatti tarackokat hajtó, kb. 2 m magas félcserje. Levelei 3-5, ritkán 7 tagúak, felül simák, alul gyapjasak, szélük fűrészfogas. Májustól augusztusig virágzik. A virágok fehérek, laza fürtökben vagy bugában állnak. Vörös, csonthéjas bogyókból álló terméscsoportja 30-40 nap alatt fejlődik ki és érik be, a szederrel ellentétben leválik a vackáról. Ízletes gyümölcs, konzervipari alapanyag. Magas vízigényű, öntözést igényel. A gyengén savas, tápanyagban gazdag talajt kedveli. Sarjadzással szaporodik.
Már az ókorban is gyógynövényként volt ismert. A középkorban elsősorban kolostorokban foglalkoztak vele. Carolus Clusius már 1601-ben különbséget tett vörös és sárga fajták között.
Európában majdnem mindenütt megtalálható, de a mediterrán országokban a hegyekbe húzódott vissza. Nem él Portugáliában, Izlandon, és Skandinávia északi részén. Amerikában őshonos fajtája a fekete málna.

## Név
A latin Rubus idaeus név visszavezethető Pedaniosz Dioszkoridész i. sz. 50-68 között keletkezett De materia medica c. művére, de lehetséges, hogy a görög orvostól, Krateuastól származik (kb. i. e. 100) Caius Plinius Caecilius Naturalis historia (kb. i. sz. 77.) c. művében két helyen is említi a növényt és azt írja, hogy a görögök „Idaeus rubus“ néven ismerik, mert csak Idában terem. A fajta neve valószínűleg a Troászban (ma Törökország területén) lévő Ida-hegységről kapta a nevét, mert csak ez a hegység fekszik a málna előfordulási területén, miközben a Krétában található, Idának is nevezett Psziloritisz-hegység széles körzetében a faj hiányzik.

## Előfordulás
A vad málna Európa mérsékelt övi részében a boreális zónáig és Nyugat-Szibériáig előfordul. A mediterrán zónában dél felé haladva megjelenése egyre ritkább, és a hegységben a montán övtől a szubalpin régiókhoz kötődik. Az Alpokban 2000 m magasságig megtalálható. Telepítették továbbá Észak-Amerika keleti részén, Grönlandon és Új-Zélandon is.

## Termesztése
A világ számos helyén termesztik, 2021-ben több mint 40 országban, és az éves termés mennyisége meghaladta a 886 ezer tonnát. A világ legnagyobb málnatermelői közé tartozik Oroszország, Mexikó, Szerbia, Lengyelország és az Egyesült Államok. Ezek az országok a 2021-es termelésük alapján az első öt helyen álltak. 2021-ben Oroszország, Mexikó és Szerbia az éves termés több mint felét (53%) adták a világ málna termelésének.

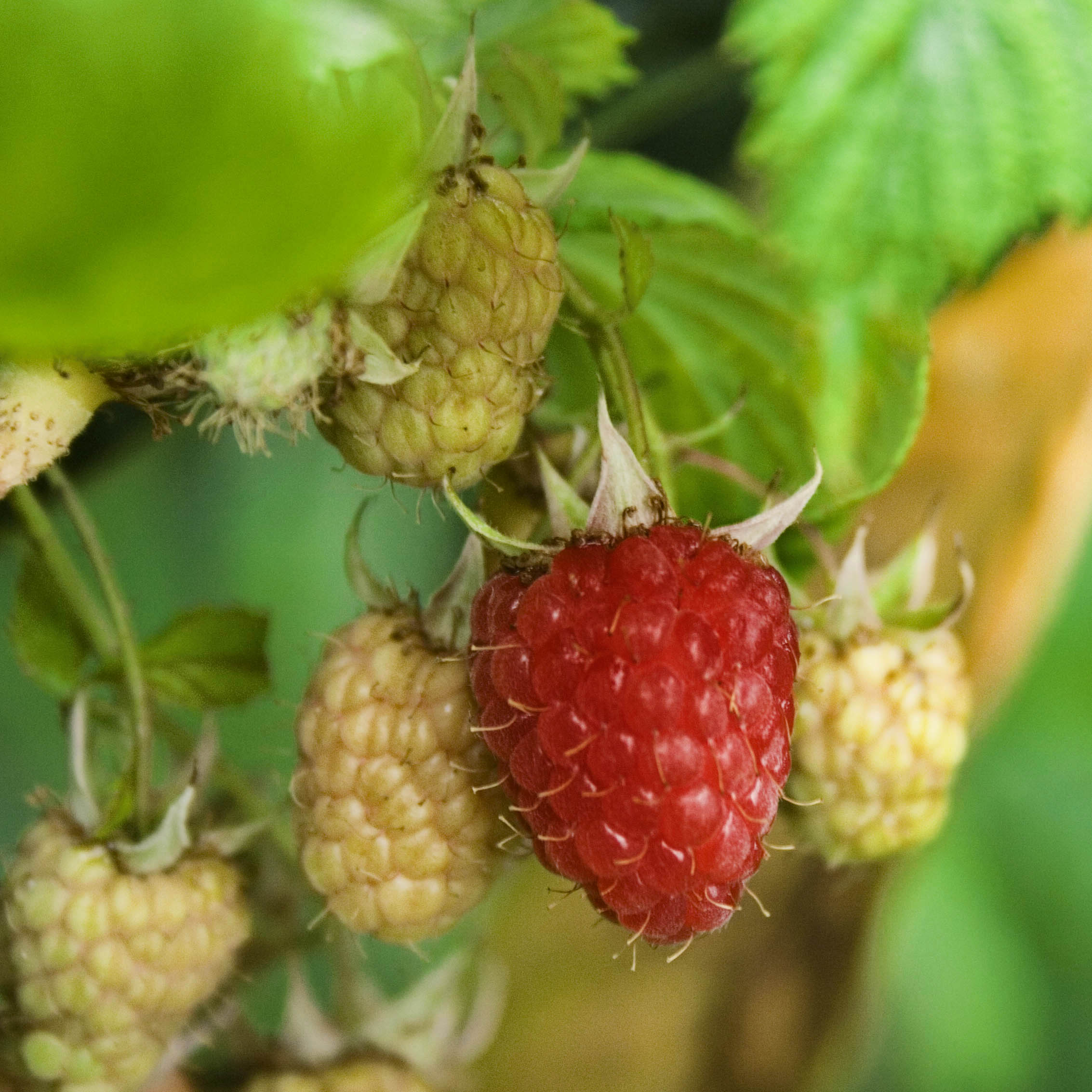
Érésben lévő málna júniusban

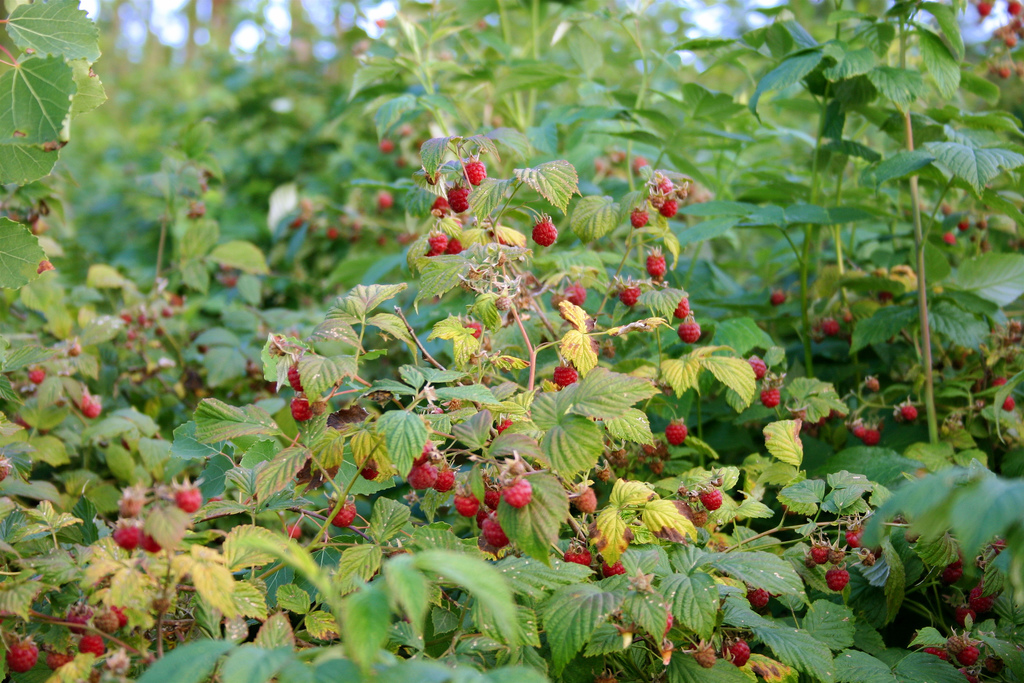
Vadmálna (Rubus idaeus) bokor

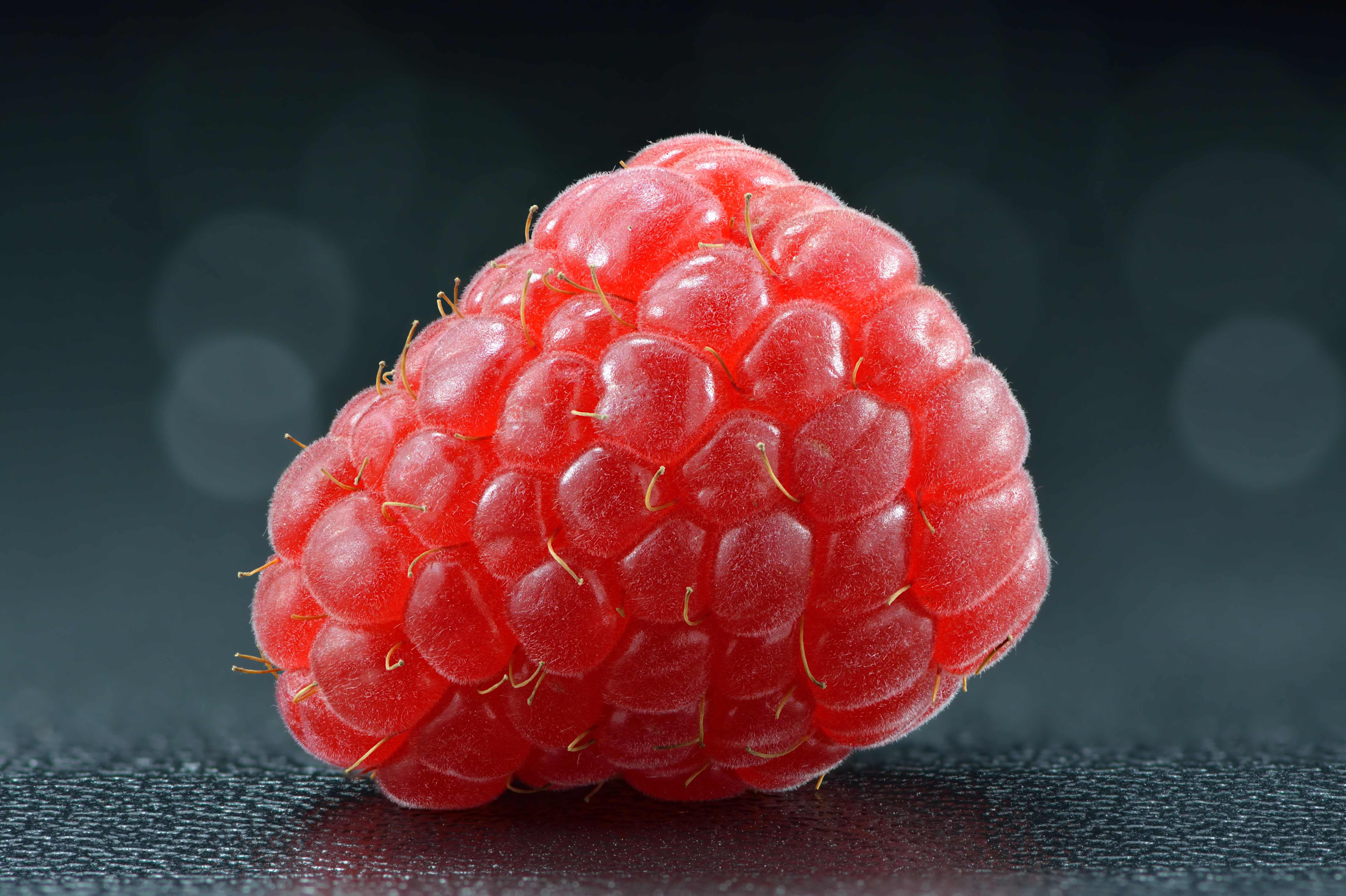

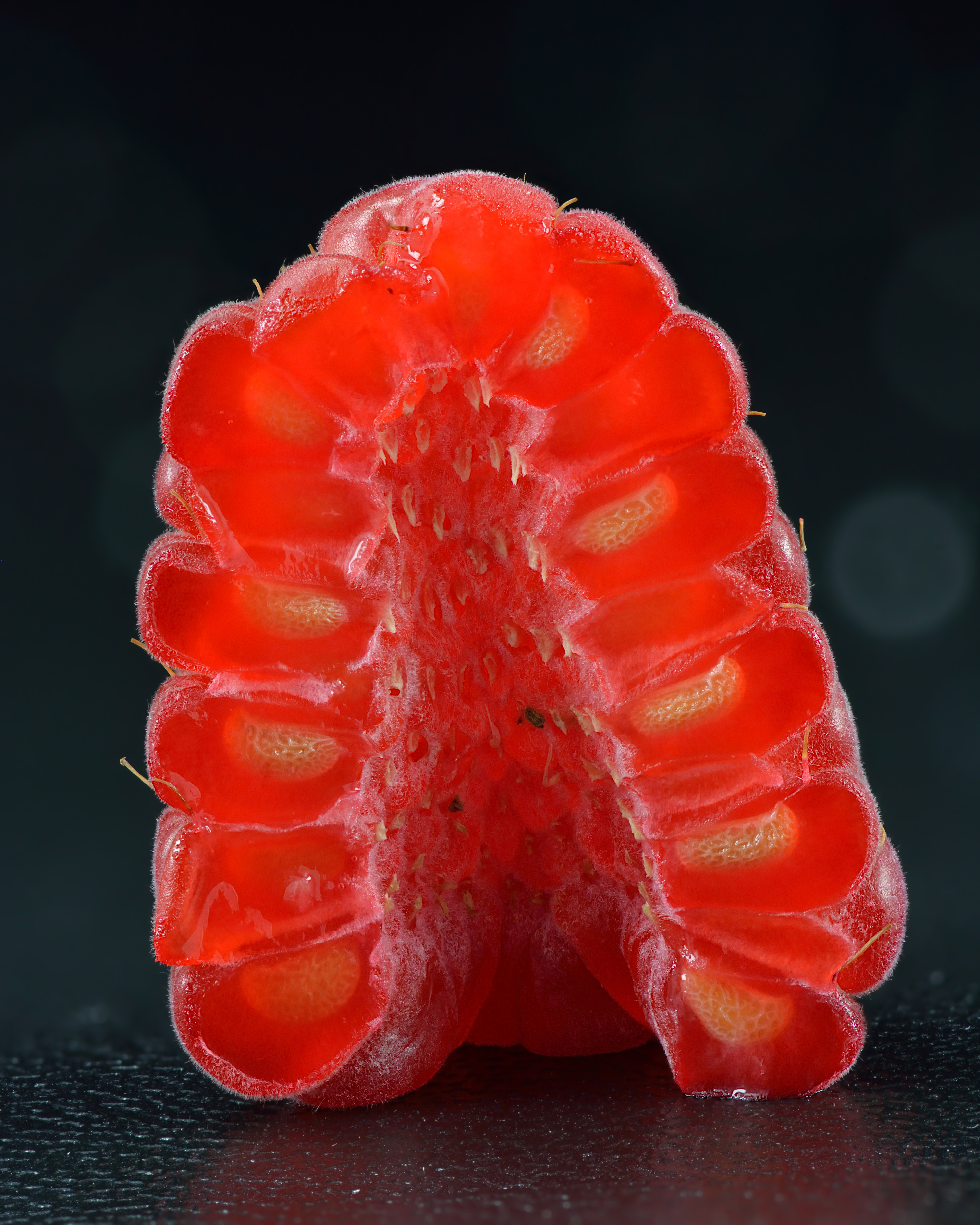

## Élőhely
A málna pionír élőlényként megjelenik fátlanított terepen. Félárnyékos fekvésű, nitrátgazdag talajban tenyészik, például magas páratartalmú és hűvös nyári hőmérsékletű tisztásokon és erdőszéleken. A málna nem tűri a talajvizet, mert érzékeny a gyökerek megbetegedéseire.

## Rendszertan
A málna rendszertanilag az Idaeobatus alnemzetséghez tartozik. Rokonfajok Északkelet-Ázsiában (Rubus nipponicus) és Észak-Amerikában (Rubus strigosus, Rubus melanolasius) fordulnak elő.

## Termesztett fő fajták
Alapvetően két fő fajta létezik: nyári- és őszi málnafajták.
| Piros gyümölcsű korai érésű - 'Boyne' - 'Fertődi Vénusz' - 'Rubin Bulgarski' - 'Cascade Dawn' - 'Glen Clova' - 'Glen Moy' - 'Killarney' - 'Malahat' - 'Malling Exploit' - 'Titan' - 'Willamette' Piros gyümölcsű, közepes érésű - 'Cuthbert' - 'Fertődi kármin' - 'Fertődi zamatos' - 'Fertődi zenit' - 'Lloyd George' - 'Meeker' - 'Newburgh' - 'Skeena' Piros gyümölcsű, késői érésű - 'Cascade Delight' - 'Coho' - 'Fertődi rubina' - 'Glen Prosen' - 'Malling Leo' - 'Octavia' - 'Schoenemann' - 'Tulameen' | Piros gyümölcsű, sarjon vagy kétszertermő - 'Amity' - 'Augusta' - 'Autumn Bliss' - 'Caroline' - 'Fertődi kétszertermő' - 'Heritage' - 'Josephine' - 'Summit' - Zeva Herbsternte Sárga gyümölcsű, egyszer, sarjon vagy kétszertermő - 'Anne' - 'Fallgold' - 'Fertődi aranyfürt' - 'Boyne' - 'Goldenwest' - 'Golden Queen' - 'Honey Queen' Bíbormálna - 'Brandywine' - 'Royalty' Fekete gyümölcsű - 'Black Hawk' - 'Bristol' - 'Cumberland' - 'Glencoe' - 'Jewel' - 'Munger' - 'Ohio Everbearer' - 'Scepter' |

## Felhasználása
Gyümölcse miatt kedvelt kerti növény. A magas vitamintartalma miatt egészséges gyümölcsöt gyakran nyersen fogyasztják, illetve lekvárként, kompótként, zseléként vagy szörpként kerül a konyhákban felhasználásra. A méhészetben a málna – köszönhetően nektárja magas (36-70%-os) cukortartalmának, továbbá magas cukorértékének (0,18–3,80 mg cukor naponta virágonként) – a méhek számára egy megbecsült melléktápanyagforrás. A málnát tiszta alkohol édesítésére is használják. A gyümölcs szüret után már nem érik tovább, így a nem klimakterikus gyümölcsök közé tartozik.
A málna gyümölcse bor készítésére is alkalmas. A málnabogyókat összezúzzák, előerjesztik, majd kipréselik. A visszamaradt cefrét vízzel leforrázzák és újra kipréselik. A préselésekből nyert levet összekeverik. Cukorból és málnaléből szirupot főznek, amit hozzáadnak a kipréselt málnaléhez.
A málna levele is használatos jótékony hatásai miatt. Rák ellenes hatással és gyulladáscsökkentő hatással bír, cukorbetegség esetén vagy fájdalmas menstruáció esetén, illetve száj- torok- és gyomornyálkahártya-gyulladás esetén is előnyös a fogyasztása, szülés megkönnyítése céljából is alkalmazzák, hasmenés ellen is alkalmas, jótékony hatással bír gyomor és bélrendszeri problémák esetén is.

## Hatóanyagai
A málnalevél lavonoidokat (kvercitin, kaempferol, tilirozid, kvercetinglikozid, hiperozid, myricitin, epikatechin-gallát, proanthocianidin B1), klorogénsavat, fenolsavakat (ellagsav, gallin, koffein, p-kumarinsav), polifenolokat, triterpéneket, ásványi sókat, tanninokat, glikozidokat, szerves savakat, csersavakat, metil-gallátot, alkoholokat, aldehideket, C-vitamint és E vitamint tartalmaz.

## Szaporodása
Rendszerint sarjadzással szaporodik. Ritkán bujtvány útján is szaporodhat. A magok útján történő szaporodás is előfordul. Mivel a csírázás, csak egy bizonyos idő elteltével következik be, ezért a kertészetben gyorsítják a csírázást.

## Tápérték/Összetétel

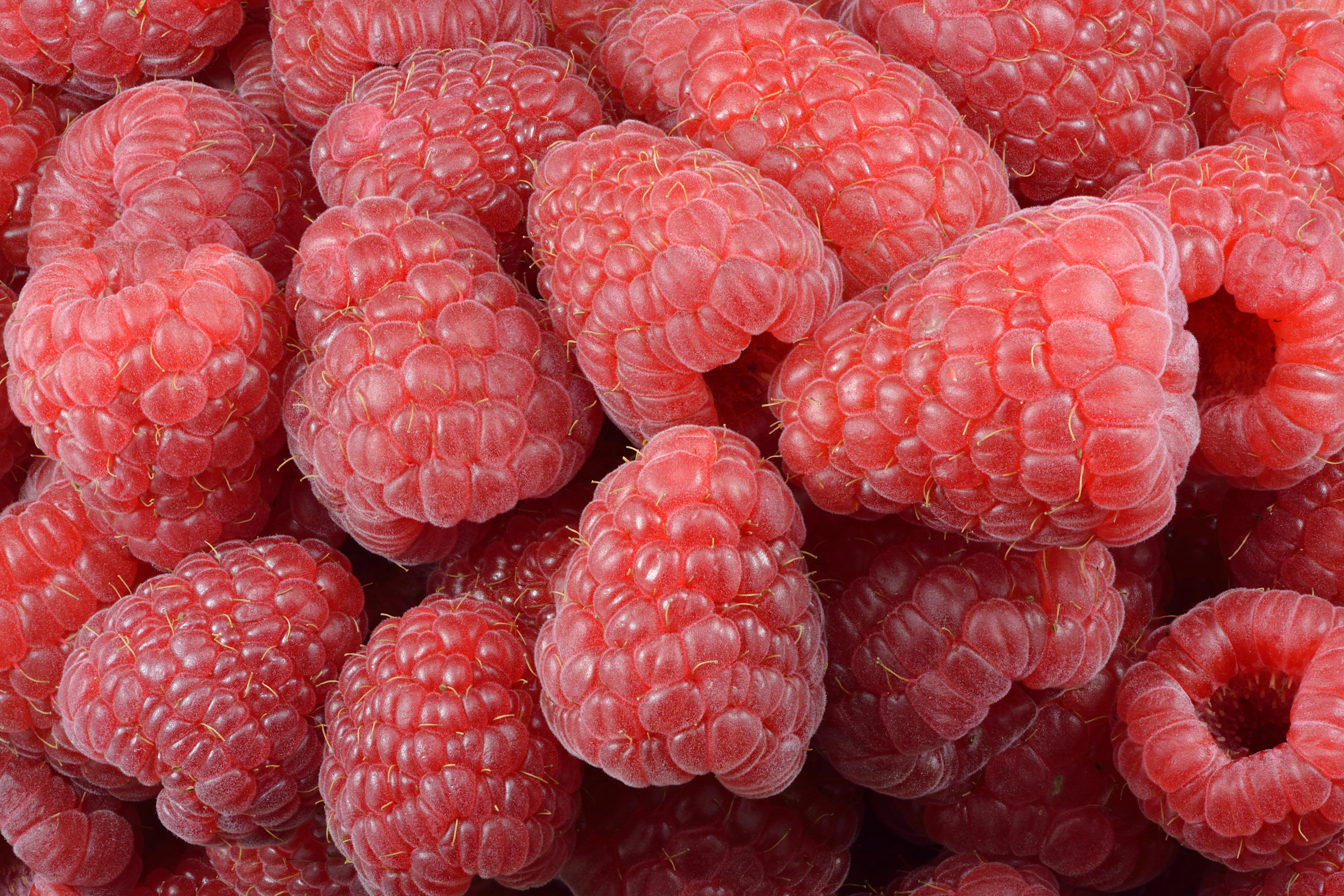
A málna cserje gyümölcse

| 100 gramm málna tartalmaz: |           |      |       |        |         |           |           |
| Kilokalória                | Kilojoule | Víz  | Zsír  | Kálium | Kalcium | Magnézium | C-vitamin |
| 34                         | 142       | 84 g | 0,3 g | 170 mg | 40 mg   | 30 mg     | 25 mg     |

| Egy felnőtt napi szükséglete: |         |           |           |
| Kálium                        | Kalcium | Magnézium | C-vitamin |
| 9%                            | 5%      | 10%       | 33%       |